# 32-20 Blues
32-20 Blues è una canzone blues di Robert Johnson.

## Il brano
Questo brano è la reinterpretazione, con testo modificato, di una canzone del bluesman Skip James dal titolo 22-20 Blues. Il brano originale che ispira la versione di Johnson, non è arrangiato con una chitarra ma col pianoforte.